# Cambarus unestami
Cambarus unestami é uma espécie de crustáceo da família Cambaridae.
É endémica dos Estados Unidos da América.